# NextStage
NextStage（ネクストステージ）は、2016年から2017年までVAZが運営していた日本のYouTuberプロダクション、および2020年から2023年まで活動していた日本のYouTuberグループ。略称はネクステ。
いずれもヒカルを中心とした組織であり、プロダクションの所属メンバーはヒカル、ラファエル、禁断ボーイズ、怪盗ピンキー、かすの5組、グループの構成メンバーは変化があるものの、ヒカル、相馬トランジスタ、みっき～、名人、ロケマサ、カメラマンのまえっさん、ヘアメイクの捧さんの7名である。

## 来歴

### YouTuberプロダクションとして
2016年
- 11月5日 - YouTuber事務所であるVAZが専門プロダクション「NextStage」を設立[1]。初期メンバーはヒカル、ラファエル、禁断ボーイズ（いっくん、田中、モーリー、メサイア）。
- 11月19日 - 怪盗ピンキーが加入[2]。

2017年
- 4月19日 - コスミック出版から『Next Stage オフィシャルファンブック』を発売[3]。
- 8月 - オッドアイとして怪盗ピンキーと活動するかすが加入。初の女性メンバーとなった。
- 9月4日 - ヒカル、ラファエル、いっくんが起こしたVALU騒動により「NextStage」が解体[4]。全メンバーが無期限で活動を休止[4]。
- 11月 - 全メンバーが復帰[5][6]。

2019年
- 7月26日 - ヒカル、ラファエル、禁断ボーイズ、怪盗ピンキーがコラボ動画を公開[動画 1]。

### YouTuberグループとして
2020年
- 2月1日 - YouTuberグループ「NextStage」を結成。メンバーはヒカル、実兄のまえっさん、ヒカルが代表を務める株式会社シュプラスの社員である名人とロケマサ。
- 6月13日 - へきちゃん☆トラちゃん（現 へきトラ劇場）のメンバーである相馬トランジスタが加入。それに伴ってまえっさんは正式なメンバーから外れ、ヘアメイクの捧さんと共に裏方や補欠要員としての活動に専念することになった[動画 2]。

2021年
- 2月7日 - ファンとしてヒカルの動画に出演経験があるよっしーと[動画 3]、みきおだのメンバーであるみっき〜が加入[動画 4]。
- 3月5日 - よっしーが脱退[7][動画 5]。
- 7月24日 - 未成年女性との不適切な関係によりみっき～が活動を休止し、みきおだのメンバーであるおだけいが臨時的に加入[動画 6]。
- 9月7日 - おだけいが正式メンバーとして加入。
- 9月29日 - ラファエルが加入[8]。
- 11月1日 - 活動拠点をヒカルのメインチャンネル「ヒカル（Hikaru）」からサブチャンネル「ヒカルのドーナツ屋さん（現 【公式】ヒカル切り抜きチャンネル」へ移行し、チャンネル名を「Next Stage（ネクステ）」に変更。

2022年
- 1月1日 - 活動を休止していたみっき〜が復帰。
- 2月25日 - 活動拠点を「Next Stage（ネクステ）」からヒカルのメインチャンネル「ヒカル（Hikaru）」へ再移行。
- 3月2日 - 楽曲「NEXT STAGE」を配信。
- 6月29日 - 楽曲「Turn Up The Music」を配信。
- 8月20日 - ラファエルとおだけいが脱退[動画 7]。
- 10月17日 - 不倫中絶問題によりみっき〜が無期限の事務所謹慎を発表するも、動画出演は継続[動画 8]。
- 12月 - みっき〜が謹慎解除を報告[動画 9]。

2023年
- 3月17日 - 「NextStage」の解散を発表[9]。

2024年
- 4月2日 - 「NextStage」が再結成[10]。メンバーはヒカル、相馬トランジスタ、まえっさん、名人、ロケマサ、捧さん。YouTube上ではなく、自身がプロデュースするアパレルブランドのReZARDのサブスクリプション限定動画で活動する旨を発表。

## メンバー

### プロダクションの所属メンバー
| 名前         | 所属期間                      | 備考                               |
| ------------ | ----------------------------- | ---------------------------------- |
| ヒカル       | 2016年11月5日 - 2017年9月4日  | ー                                 |
| ラファエル   | 2016年11月5日 - 2017年9月4日  | ー                                 |
| いっくん     | 2016年11月5日 - 2017年9月4日  | 禁断ボーイズのメンバー。           |
| 田中         | 2016年11月5日 - 2017年9月4日  | 禁断ボーイズのメンバー。           |
| モーリー     | 2016年11月5日 - 2017年9月4日  | 禁断ボーイズのメンバー。           |
| メサイア     | 2016年11月5日 - 2017年9月4日  | 禁断ボーイズのメンバー。           |
| 怪盗ピンキー | 2016年11月19日 - 2017年9月4日 | オッドアイのメンバー。ゆなの実兄。 |
| かす         | 2017年8月 - 2017年9月4日      | オッドアイのメンバー。             |

### グループの構成メンバー
| 名前             | 活動期間                      | メンバーカラー | 備考                                           |
| ---------------- | ----------------------------- | -------------- | ---------------------------------------------- |
| ヒカル           | 2020年2月1日 - 2023年3月17日  | 金 黒          | リーダー。賞金レースに参加。炎上軍のメンバー。 |
| 名人             | 2020年2月1日 - 2023年3月17日  | ピンク         | 賞金レースに参加。シュプラスの社員。           |
| ロケマサ         | 2020年2月1日 - 2023年3月17日  | 青             | 賞金レースに参加。シュプラスの社員。           |
| 相馬トランジスタ | 2020年6月13日 - 2023年3月17日 | 緑             | 賞金レースに参加。へきトラ劇場のメンバー。     |
| よっしー         | 2021年2月7日 - 2021年3月5日   | 銀             | ヒカルの元視聴者。                             |
| みっき〜         | 2021年2月7日 - 2023年3月17日  | 白             | 賞金レースに参加。みきおだのメンバー。         |
| おだけい         | 2021年7月24日 - 2022年8月20日 | オレンジ       | みきおだのメンバー。                           |
| ラファエル       | 2021年9月29日 - 2022年8月20日 | グレー         | 炎上軍のメンバー。                             |
| まえっさん       | 2020年2月1日 - 2023年3月17日  | 赤             | カメラマン（裏方）。ヒカルの実兄。             |
| 捧さん           | 2020年2月1日 - 2023年3月17日  | 紫             | ヘアメイク（裏方）。                           |

## ディスコグラフィ

### 配信限定シングル
- NEXT STAGE（2022年3月2日）
- Turn Up The Music（2022年6月29日）

※『NEXT STAGE』のMVはヒカルのメインチャンネル、『Turn Up The Music』のMVはサブチャンネル「Hikaru Games」にて公開されている。

## 出演

### ウェブ番組
- モデルプレスカウントダウン vol.1（2022年1月26日、ABEMA SPECIAL2）

### 広告
- グラムス ラグナドール テレビCM「ヒカル篇」（2021年9月17日） [11]

### ランウェイ
- KANSAI COLLECTION 2021S/S（2021年3月7日、京セラドーム大阪）
- EXIA Presents KANSAI COLLECTION 2021A/W（2021年9月5日、京セラドーム大阪）
- EXIA Presents KANSAI COLLECTION 2022S/S （2022年3月5日、京セラドーム大阪）
- Kuu presents SAPPORO COLLECTION 2022A/W（2022年10月29日、北海道立総合体育センター） - ヒカル、みっき〜、ロケマサ
- KANSAI COLLECTION 2023S/S（2023年3月4日、京セラドーム大阪）

## 書籍
- Next Stage オフィシャルファンブック（2017年4月19日、コスミック出版）